# این حسی است که وقتی دختر می‌دیدم بهم دست می‌داد
این حسی است که وقتی دختر می‌دیدم بهم دست می‌داد (به هندی: Ek Ladki Ko Dekha Toh Aisa Laga) فیلمی محصول سال ۲۰۱۹ و به کارگردانی شلی چوپرا دار است. در این فیلم بازیگرانی همچون سونام کاپور، آنیل کاپور، جوهی چاولا، راجکومار رائو، آکشی اوبری، رجینا کاساندرا، سارا آرجون ایفای نقش کرده‌اند.

## داستان
سوئیتی چانداری(سونام کاپور) یک زن جوان پنجابی است که خانواده سنتی پرخاشگر دارد که می‌خواهند او زودتر ازدواج کند، اما او مبارزه می‌کند. با این حال، او همجنسگرا است و عاشق زن دیگری به نام کوهو(رجینا کاساندرا) است، و این عشق ممکن است در خانواده و جامعه اش پذیرفتنی نباشد و نتوانند رابطه درست و معقولی با عشق واقعی او داشته باشند. در نهایت با کمک نمایشنامه نویسی به نام ساحیل میرزا، پدر و خانواده اش متوجه می‌شوند که او همجنسگرا است.